# Yacarerani boliviensis
Yacarerani boliviensis è un rettile estinto, affine ai coccodrilli. I suoi resti fossili sono stati ritrovati in Bolivia (Parco Nazionale di Amborò) e risalgono al Cretaceo superiore (Turoniano - Santoniano, circa 90 milioni di anni fa).

## Descrizione
Questo animale è stato descritto sulla base di due esemplari fossili rinvenuti in associazione con alcune uova che si ritiene che facessero parte di un nido. La lunghezza degli esemplari adulti è di circa 80 centimetri, e per queste ridotte dimensioni Yacarerani è considerato uno dei crocodilomorfi più piccoli. Il cranio era corto e largo, a forma di scatola, con orbite grandi e vagamente simile a quello di un mammifero. La dentatura di Yacarerani è decisamente strana: al contrario dei coccodrilli attuali, questo rettile possedeva denti notevolmente diversificati. Due denti della mandibola si proiettavano in avanti dal margine anteriore del muso, e dovevano assomigliare agli incisivi di un coniglio. Altri denti, situati posteriormente, erano cuspidati e adattati a triturare o masticare il cibo. Nelle due mandibole, inoltre, le file di denti posteriori dell'osso dentario si congiungevano, mentre quelli anteriori erano più distanziati e formavano due file parallele.

## Classificazione
Lo yacarerani (il cui nome significa "primo yacare" in lingua guaraní) appartiene al gruppo dei notosuchi; questi animali imparentati con i coccodrilli erano generalmente di piccole dimensioni e possedevano una struttura cranica decisamente insolita. Yacarerani boliviensis è stato descritto per la prima volta nel 2009.

## Stile di vita
È probabile che la bizzarra dentatura di Yacarerani servisse all'animale per nutrirsi di materiali duri, come tuberi o artropodi. Non è chiaro, però, a cosa servissero i due lunghi "incisivi" inferiori. Probabilmente questo animale viveva in piccoli gruppi e scavava tane per viverci o deporre le uova.